# Ceratovacuna keduensis
Ceratovacuna keduensis är en insektsart. Ceratovacuna keduensis ingår i släktet Ceratovacuna och familjen långrörsbladlöss. Inga underarter finns listade i Catalogue of Life.